# オートマチック限定免許
オートマチック限定免許（オートマチックげんていめんきょ）とは、日本における自動車運転免許において、普通自動車免許及び中型自動車免許8t車限定（2007年6月2日施行の道路交通法改正までに普通自動車免許を取得した場合）、準中型自動車免許5t車限定（2017年3月12日施行の道路交通法改正までに普通自動車免許を取得した場合）と、自動二輪車免許に設定されている運転免許証における限定条件の1つで、オートマチック車（自動変速車、以下AT）に限り運転できる免許のことである。通称「オートマ限定」「AT限定」「オートマ免許」「AT免許」。この項では以下AT限定免許と表記する。

## 概要

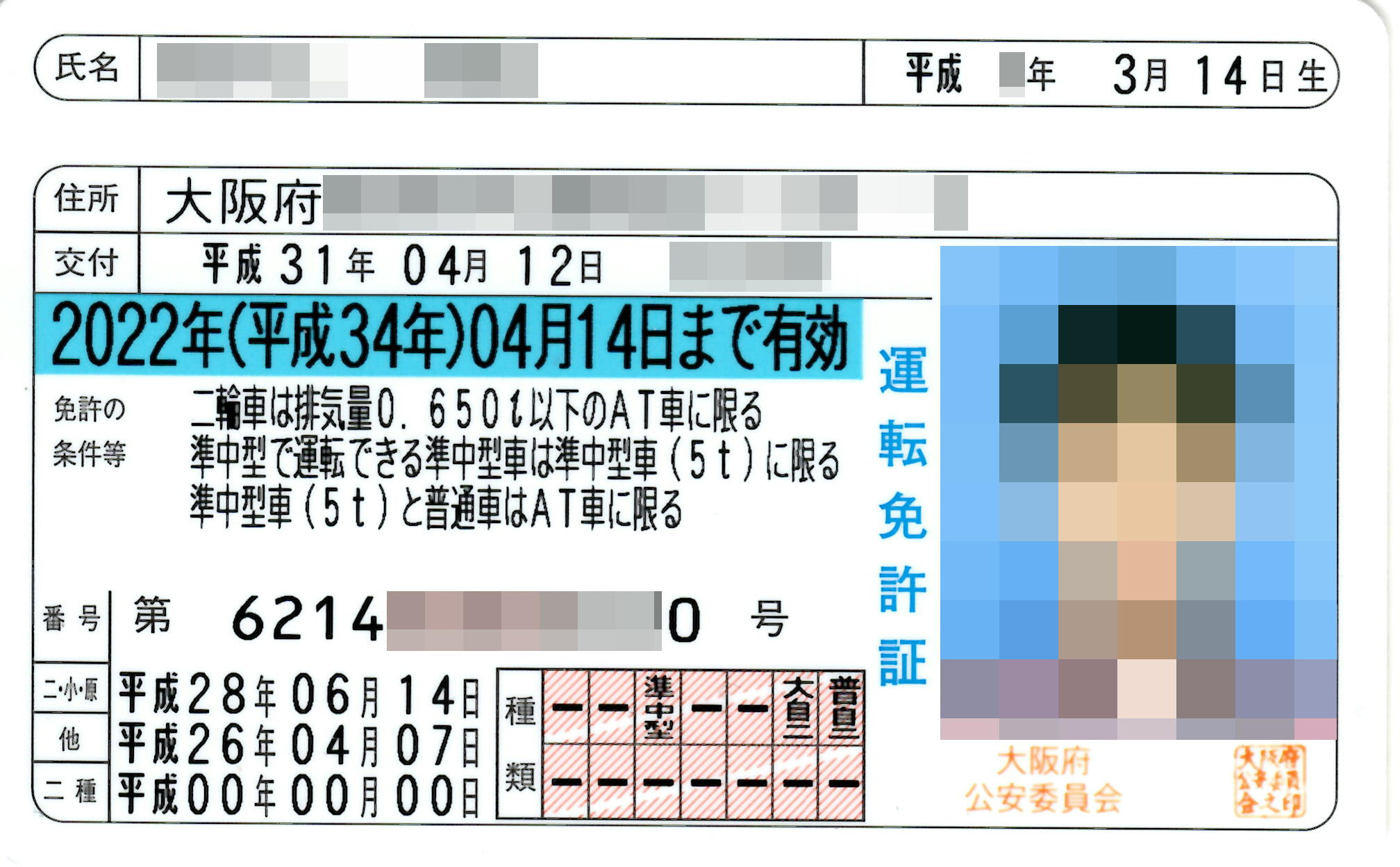
AT限定が付された運転免許証の例。この運転免許証では自動二輪車と車両総重量5ｔ未満の準中型自動車及び普通自動車にＡＴ限定が付されている。

日本国内の自動車教習所では、AT車教習をカリキュラムへ組み込んでいたが、運転免許証取得後の一般運転において、ブレーキとアクセルの踏み間違いを原因とする急発進などAT車特有の交通事故が多く見受けられるようになった。その後、AT車が広く普及したことによりマニュアルトランスミッション車（以下MT）を運転する機会も減ったとして、カリキュラムをAT車の運転特性へ絞ったAT限定免許の導入を図ることとなった。
1991年11月1日に、AT限定が普通自動車免許を対象として創設されたことにより、当該免許取得において手動変速操作の習得をする必要性がなくなった。ただし、運転免許試験場の学科試験では、MT車の取得者と同じ問題が出題される。
2005年6月1日からは、自動二輪車（普通・大型）免許にもAT限定免許が創設され、ビッグスクーターに乗るための免許取得が比較的容易となった。ただし、単に変速機構が異なるだけの四輪車とは異なり車体構造が大きく異なるビッグスクーターを教習へ用いるため、課題走行の種類によっては操作がMT車より難しくなっているものもある。また、大型自動二輪車免許で運転出来るのは「AT/MTの種類・排気量を問わず全ての二輪車」であるが、大型自動二輪車AT限定免許は「ATかつ排気量が650cc以下の二輪車のみ」へ制限されていた。
2019年12月1日より、大型二輪免許のAT限定で運転できる大型二輪AT車の排気量の上限は無制限となった。これは2019年12月1日以降に新規で免許を取得した者だけではなく、既存の大型二輪免許のAT限定を保有している者も対象となる。
日本では、大型・中型・準中型自動車や特殊自動車にAT限定免許はないが、カナダ等大型自動車のAT限定免許が存在する国もある。但し、普通自動車第二種免許にはAT限定免許が存在する。そのため、タクシーや運転代行の運転手であっても、クラッチ操作を行えない場合もありうる。
AT限定免許全般に共通する特徴として、限定なし免許に比べて必要な教習時間が3レッスン分（教習所によって表現は異なる）短く、料金がやや安い点が挙げられる。そのため、MT車を運転する必要がない、あるいは必然性が極めて少ない者には合理的な免許となる。ただし、最初から限定なし免許の方で習得する場合、教官指導の下でのMT車の練習が多くできることや準中型・中型・大型免許には一種・二種ともにAT限定はなく、それらを習得したい者はMT車で教習を受けて免許を取ることになることから（後述）、それらの習得が（個人差はあるが）円滑に進みやすいというメリットもある。
一方で世界的な潮流で一部のスポーツ系の車や廉価グレードの車種を除きMTの設定がない車種も多くなっているうえ、かつて新車購入時にMT・ATの選択ができた車種でも、その後の改良でAT車のみになってしまったケースやそういったタイプの車であってもMT設定を廃止しセミオートマ車のみになったケースも少なくない。また、MT選択ができる場合であったとしても、あえてMT車を選択するケースも少なくなっている。比較的有名な例は、フェラーリはフェラーリ・カリフォルニアを最後にMT設定を終了した。そのうえ、この車種がイギリスで販売された際、260台の売り上げとなったが、その際MT設定で購入されたのはただ1台だけであったと言われている。

## 日本における現状

### 四輪
自動車販売店の業界団体である社団法人日本自動車販売協会連合会によれば、日本における乗用車のAT車の販売台数比率は2011年で98.5%である。これには現在の日本において、乗用車には趣味性の強い一部特殊な車種を除き、軽自動車から高級車に至るまでATが設定されるようになったことによって、AT車自体の数が増えたことやAT機構の改良などにより運転操作がしやすいことも含め、AT自体の性能向上が大きく影響していると考えられている。
そのため、普通自動車免許取得者の中で、AT限定免許を取る人の割合は年々増え続けている。2001年には3割を下回っていたが、2010年には半数を超える51％となり、2020年には普通自動車免許取得者116万9249人中、AT限定取得者は80万4956人と69％にまで増加している。また、普通自動車免許保有者の内訳においても、2015年にAT限定は52%となり、AT限定が過半数となっている。また、MTの取り扱いがない車種が増えたことから社用車もATのみとする例が増え、かつては就職の求人で多く見られた「AT限定免許は応募不可」も以前よりは減少している。
一方でトラック・バスでは安定した動力性能を発揮できるAT機構の登場が遅かったこともあり、長らくMT車で生産されており、その影響もあって、それらの車種はMT車が主流であるが、近年は中型・大型トラック・バス車両でもATが徐々に増加しており、一例として1999年から配備が開始された陸上自衛隊の主力トラックである、現行3 1/2tトラック（73式大型トラック）ではAT車も採用されている。
また、業務用車両の分野でもAT車の比率が高まっており、タクシーや一般企業の営業車やレンタカーや大型小売店などの貸し出し用の軽トラック・小型トラックでもほとんどの場合AT車の導入がなされている。それでも、運送業・建設業・自動車販売店・ガソリンスタンドなどの職種においては限定なし普通免許の必要性は依然として高いが、2017年以降は準中型免許の登場により低下傾向にある。

### 二輪
自動二輪免許の場合、小型限定ではAT限定免許取得者の割合が高いが、普通・大型は現在もMT免許取得者の割合が高い。2014年の統計では小型AT限定取得者が約60%、普通AT限定所持者が7%程度、大型AT限定では1%にも満たない状態である。
これは、普通自動二輪車以上での課題走行・二輪特別課題のいくつかにおいて、AT車（教習車はビッグスクーターの自動二輪車が使用される）の方が難易度が高く、それゆえ指定自動車教習所も、教習生へ限定なしの免許取得を勧めることが、主な要因となっている。
さらに大型自動二輪車となると、市販の大型バイクはほぼ全車種がMTである上、大型のAT限定免許は2019年（令和元年）11月まで排気量が650cc以下に限定される制約があったことや、実習時間も余り変わらないほか、「どうせ取得するならば一切制限のない免許を」ということで、AT限定の需要自体が少ない。また公安委員会の認可へ手間がかかるため、取り扱っている指定自動車教習所も少ない。
一方小型限定自動二輪免許では、課題にスラロームがないことや、市販されている125cc以下の車種がほぼATまたはクラッチ操作のいらない手動変速のみとなっている現状から、AT限定免許の割合が高いため、小型二輪はAT限定のみ取り扱っている指定自動車教習所もある。

## 限定の対象
AT限定での免許取得者には、免許の条件欄に「〜車はAT車に限る」との限定が記載された免許証が交付される。道路交通法でいう「AT車」とは、二輪を除く自動車においてはクラッチペダル、自動二輪車においてはクラッチレバーを有しない車である。したがって、セミATや遠心式クラッチなどの車両もAT限定免許で運転できる。近年採用車種が増えてきたデュアルクラッチトランスミッション (DCT) も運転が可能である。
指定自動車教習所での教習の途中でMT車の操作が困難でやむを得ない場合は限定なしからAT限定へ移行することもできる。反対にAT限定から限定なしへの移行はできない。AT限定から限定なしにする場合、AT免許を取得してから審査科教習を受けなければならない。最短で4時限の教習および技能審査（教習期限3か月）を受け合格することにより限定を解除できる。ただし、以下の免許のAT限定は上位免許を取得する方法でも解除できる。
- 普通自動車免許AT限定→大型自動車免許・中型自動車免許・準中型自動車免許・大型自動車第二種免許・中型自動車第二種免許・普通自動車第二種免許（限定なし）を取得
- 準中型自動車免許AT5t限定→大型自動車免許・中型自動車免許・大型自動車第二種免許・中型自動車第二種免許を取得
- 中型自動車免許AT8t限定→大型自動車免許・大型自動車第二種免許・中型自動車第二種免許を取得
- 普通二輪免許AT小型限定・普通二輪免許AT限定→大型二輪免許（限定なし）を取得
- 普通自動車第二種免許AT限定→大型自動車第二種免許・中型自動車第二種免許を取得
- 中型自動車第二種免許AT5t限定・同AT8t限定→大型自動車第二種免許を取得

なお、けん引免許の教習や試験は中型免許が必要なMT車で行われるが、AT限定普通免許を持つ人がけん引免許を取得しても、中型車やMT車は引き続き運転することができない。
いずれの場合も教習時間は限定なしの場合よりAT限定のほうが長くなる。
なお、AT限定免許所持者であっても、原動機付自転車や小型特殊自動車についてはMT車を運転可能である。これは、原動機付自転車や小型特殊自動車は「中型車」「準中型車」「普通車」「大型二輪」「普通二輪」に該当しないので、限定条件「〜車はAT車に限る」の適用を受けないためである。ただし、下肢に障害がある場合などのケースで付与される「ATに限る」とのみ記載される条件を付与された場合は、原動機付自転車や小型特殊自動車も含めて適用されるので注意が必要。また、非公認の教習所や届出自動車教習所の中には自前のMT教習車を用意していないなどの理由で一旦AT限定で免許を取得してからのAT限定解除しか対応していない自動車教習所もある。

## 日本国外の事例
同様の制度は日本国外にも存在し、アイルランド、エストニア、オーストリア、オランダ、スウェーデン、スペイン、スロベニア、ドイツ、フィンランド、フランス、ベルギー、ポーランドのEU加盟国とEU統一運転免許、イギリス、イスラエル、トルコ、ノルウェー（以上EU加盟国以外のヨーロッパ）、アラブ首長国連邦、韓国、シンガポール、スリランカ、中国、ヨルダン（以上アジア）、オーストラリア、ニュージーランド（以上オセアニア）、カナダ、ドミニカ共和国（以上北中米）、南アフリカ（以上アフリカ）などにも存在する。
これらの国々でもAT車の普及と共に、AT限定で免許を取得する人が増えてきている。オーストラリアでは2011年に21歳以下でAT限定で免許を取得する人は31%に増えている。カナダでは98%の学生がAT限定で免許を取得しており、教習をAT限定のみとする教習所も増えてきている。
欧州でもAT限定で取得する人が増え始めているが、欧州の場合は現在でもMT車が主流なこともあり、まだわずかである。イギリスでは2013年度にカテゴリーB免許(日本における普通免許相当)取得者695,580人中、5%の37,266人がAT限定で取得している。イギリスの男女別では、男性は358,143人中、3%の9,721人が、女性は337,436人中、8%の27,545人がAT限定で取得している。
なお、国際運転免許証にはAT限定に関する記載事項がない。またAT限定免許の制度自体がない国もある。